# Ермуполіс
Ермуполіс (грец. Ερμούπολη — дослівно Місто Гермеса) — місто в Греції, у периферії Південні Егейські острови, столиця ному Кіклади. Місто обслуговує Національний аеропорт острів Сірос.

## Історія
Ермуполіс — одне з найбільш молодших міст Греції, він був заснований під час Грецької революції в 1820 році, як один з районів в рамках розростання містечка Ано Сірос на острові Сірос. Проте незабаром Ермуполіс став одним з провідних комерційних і промислових центрів країни, а також важливим портом.
Широко відома Грецька пароплавна компанія була заснована в Ермуполісі ще 1856 року. Тисячі суден були побудовані на верфях Сіросу. Наприкінці 19 століття порту Ермуполіса вдалось обійти навіть Пірей. Однак у наступні десятиліття розвиток міста призупинився. Останнім часом економіка міста значною мірою переорієнтувалась на сферу послуг, у тому числі туристичних.

## Персоналії
- Деметріус Вікелас — письменник, перший очільник МОК.
- Маркос Вамвакаріс — музикант рембетики.
- Ольга Брумас[en] — поетеса та перекладачка.
- Еммануїл Бенакіс — грецький підприємець, політик.
- Еммануїл Роїдіс — грецький письменник і журналіст.
- Деметріос Вікелас — поет, перший Президент Міжнародного олімпійського комітету.

## Міста-побратими
- Ель-Пуерто-де-Санта-Марія,  Іспанія